# Tunuslu Hayreddin Pascià
Tunuslu Hayreddin Pascià (in arabo tunisino: خير الدين باشا التونسي, traslitterato Khayr ed-Din Pasha et-Tunsi, in turco ottomano:  تونسلى حيرالدين پاشا; Circassia, 1820 – Istanbul, 30 gennaio 1890) è stato un politico ottomano.
Fu uno statista e riformatore ottomano-tunisino, nato da una famiglia circassa. Prima fu Gran Visir del Beilicato di Tunisi, poi raggiunse l'alto incarico di Gran Visir dell'Impero Ottomano, governando dal 4 dicembre 1878 al 29 luglio 1879. Fu un riformatore politico in un periodo di crescente ascendenza europea. Secondo il Dr. Abdul Azim Islahi, fu un attivista pragmatico che agì contro la povertà e guardò ai modelli europei per riferimento. Applicò il concetto islamico di "maṣlaḥah" (o interesse pubblico) alle questioni economiche. Sottolineò il ruolo centrale della giustizia e della sicurezza nello sviluppo economico. Fu uno dei principali sostenitori del "tanẓīmāt" (o modernizzazione) per i sistemi politici ed economici della Tunisia.

## Gioventù in Abcasia e Turchia

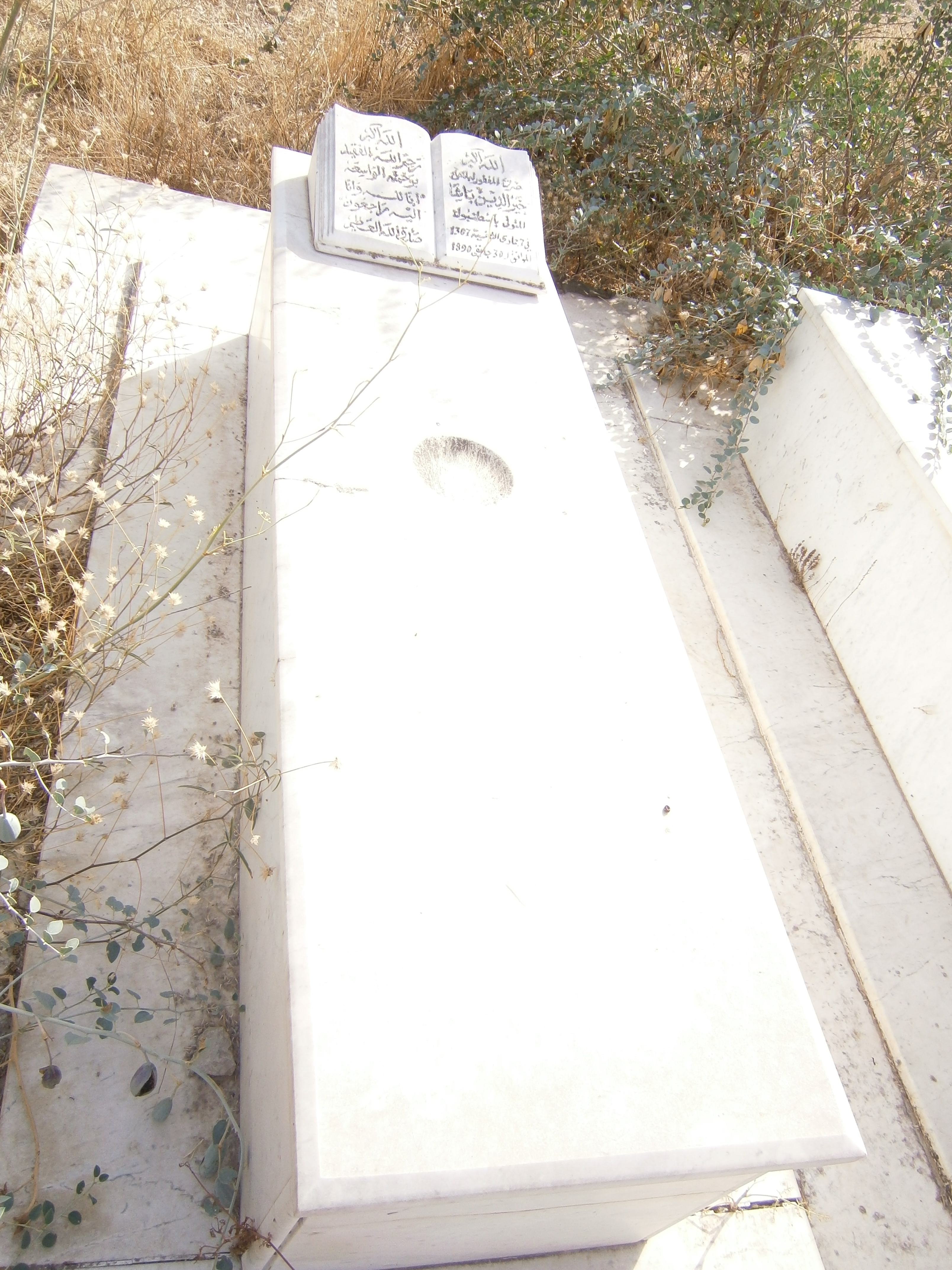
Tomba di Hayreddin Pascià

Di origine abcasa, Hayreddin è nato in Abcasia in "una famiglia di notabili guerrieri". Suo padre Hassan Leffch, un capo locale, morì combattendo contro un attacco russo alla città di Sukhumi. In seguito, da giovane orfano, Hayreddin fu venduto come schiavo, un evento allora ancora familiare per i giovani circassi. A Istanbul, tuttavia, fu infine scambiato con una famiglia prestigiosa, quella del notabile Tahsin Bey, un turco cipriota che era il Naqib al-ashraf (capo dei discendenti del Profeta) e qadi al-'askar (giudice capo dell'esercito) di Anatolia, e un poeta.
Tahsin Bey trasferì il ragazzo nel suo palazzo di campagna a Kanlıca, vicino al Bosforo, dove divenne il compagno d'infanzia del figlio del Bey per diversi anni. Khayr al-Din ricevette "un'educazione di prim'ordine" che comprendeva gli studi islamici, ma anche la lingua turca e forse il francese; tuttavia non fu cresciuto come un Mamelucco. In seguito alla "tragica morte prematura del figlio" il padre Tahsin Bey vendette Khayr al-Din a Istanbul a un inviato di Ahmed Bey di Tunisi. Questo nuovo sradicamento provocherà ovviamente turbamenti emotivi in Khayr al-Din, che allora aveva circa 17 anni. Ben presto si trovò a bordo di una nave diretta in Africa.

## In Tunisia sotto Ahmad Bey

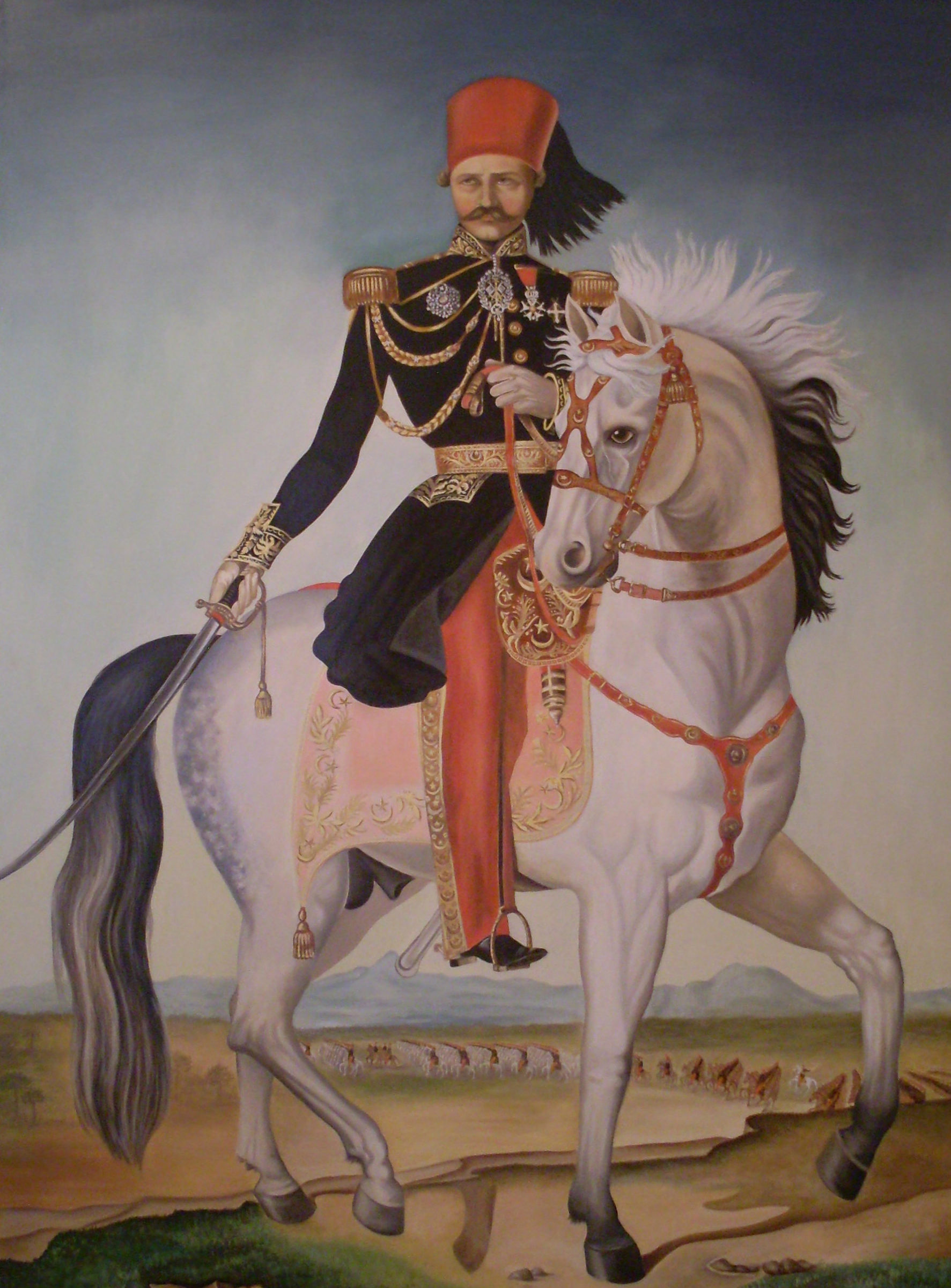
Ritratto del generale di brigata Khair al-Din a cavallo

Verso il 1840 Hayreddin si stabilì al Palazzo del Bardo, alla corte di Ahmad Bey (r.1837-1855), come mamluk bi-l-saraya [servitore interno del palazzo]. Riprese i suoi studi di alto livello, principalmente all'Accademia Militare del Bardo (al-maktab al-Harbi), un'istituzione vicina appena fondata dal bey. Una parte fondamentale della sua educazione ora era imparare a conversare in arabo, anche la conoscenza del francese. Alla corte degli Husaynidi le sue abilità furono presto riconosciute, e fu favorito con l'attenzione e la fiducia di Ahmad Bey. Salì rapidamente nella cavalleria d'élite, il nucleo del nuovo esercito del bey. Inoltre, durante gli anni 1840 e 1850 fu inviato dal Bey in diverse missioni diplomatiche chiave, ad esempio, alla Sublime Porta a Istanbul, che allora stava perseguendo le sue riforme Tanzimat, e alle capitali europee, tra cui Parigi. La sua carriera politica iniziò quindi di buon auspicio sotto questo sovrano notoriamente modernizzatore.
Nel 1846 accompagnò il bey, come parte di un piccolo staff che includeva l'influente consigliere Bin Diyaf, durante una visita di stato di due mesi in Francia, dopo la quale fu nominato generale di brigata. Questo viaggio aveva un significato culturale e politico speciale, in quanto il bey ortodosso viaggiava per un lungo soggiorno in un paese non islamico, al fine di acquisire familiarità con i suoi moderni metodi di funzionamento e di governo. Il viaggio "ampliava lo spazio culturale ritenuto accettabile per i governanti musulmani". I francesi hanno avuto cura di mostrare la Francia a vantaggio; il piccolo partito tunisino è stato ben accolto da alti funzionari del governo e da importanti privati cittadini. "Avendo viaggiato oltre la terra dell'Islam, Ahmad Bey fu benedetto al suo ritorno a Tunisi dal gran muftì".
Nel 1853 Hayreddin fu elevato al più alto grado militare, comandante della cavalleria; divenne poi anche aiutante di campo del bey. Poco dopo fu inviato a Parigi per organizzare un prestito per il regime del bey, ma dove invece trascorse quattro anni tentando di recuperare grandi somme sottratte dal notabile Mahmud bin 'Ayyad, ex capo della neonata banca nazionale di Tunisi, che con lungimiranza si era già assicurato la cittadinanza francese. Durante i suoi anni occupati nei negoziati a Parigi, Hayreddin riuscì anche a sfogliare biblioteche e librerie, a migliorare il suo francese, facendo molte domande, e a studiare la società, l'industria e la finanza europea.
A causa della terribile situazione finanziaria causata in parte dall'appropriazione indebita di bin 'Ayyad, il prestito del bey non sembrava prudente per Hayreddin, secondo il Prof. Abun-Nasr. Tuttavia, il bey aveva soffocato la maggior parte dell'opposizione politica ai suoi schemi finanziari, coltivando a lungo gli ulama nelle città e i capi tribali nelle aree rurali. A causa della resistenza passiva di Hayreddin, tuttavia, il prestito era ancora in fase di negoziazione quando Ahmed Bey morì nel 1855.

## Ministro della Marina
Al suo ritorno in Tunisia da Parigi, Khayr al-Din fu nominato ministro della Marina nel 1857. Aveva la responsabilità dei porti in espansione, Tunisi e Goulette, così come della lontana Sfax. Ciò implicava la costruzione per migliorare le strutture portuali al fine di gestire l'aumento della navigazione commerciale, dato che il commercio mediterraneo cresceva notevolmente. Sembra che il numero di navi della marina tunisina fosse notevolmente diminuito di fronte alle navi di moderno design europeo.
L'immigrazione in Tunisia cominciò ad aumentare, portando a difficoltà con la documentazione tradizionale. Hayreddin propose il rilascio di passaporti. Anche qui gli accordi capitolari ottomani, che davano diritti legali extraterritoriali agli europei residenti o di passaggio a Tunisi, complicarono la situazione. Il contrabbando era un altro problema.
La salute pubblica divenne una preoccupazione di grande importanza con le procedure di quarantena imposte per un'epidemia di colera. Il ministro della Marina supervisionò a Goulette il funzionamento di un arsenale, una prigione e un ospedale. Durante questo periodo della sua vita, mentre avrebbe compiuto il suo quarantesimo anno, Hayreddin cominciò a considerare la Tunisia come il suo paese d'adozione.

## Vita personale
A circa quarant'anni, nel 1862, Hayreddin sposò la sua prima moglie, Jeneina, che era la nipote del Bey (cioè la figlia della sorella del Bey, una principessa husaynide). Il matrimonio fu annunciato ufficialmente e celebrato in "pompa magna". Il padre di Janina era il politico interno Mustapha Khaznadar, originario della Grecia, che servì per molti anni come Gran Visir. Il loro matrimonio fu benedetto da tre figli. Tuttavia Janina e il figlio morirono nel 1870; le due figlie sopravvissute crebbero fino all'età adulta e poi si sposarono bene. Un anno dopo la morte di Janina, Hayreddin sposò due sorelle turche che diedero entrambe alla luce dei figli nel 1872. Tuttavia, Hayreddin ripudiò entrambe per sposare Kmar (o Qamar, in Arabo: "Luna"). Lei gli diede due figli e una figlia. Kmar si trasferì poi con suo marito a Istanbul e gli sopravvisse per diversi anni. "Sembra probabile che Khayr al-Din abbia sposato le due sorelle al solo scopo di produrre progenie maschile, ma abbia sposato Kmar, la sua quarta moglie, per amore. In ogni caso, il suo ultimo matrimonio fu monogamo".
Dopo la morte della prima moglie, la discordia non mediata scoppiò presto tra il genero e il suocero. Mustafa Khaznadar, sebbene fosse il Gran Visir e servo del Bey, poteva essere un avaro commerciante di estorsioni, e anche bravo, diventando piuttosto ricco; mentre Hayreddin era noto per essere un convinto oppositore della tirannia e della corruzione.
Nel 1853 Hayreddin fece costruire un palazzo nel sobborgo di La Manuba, a est di Tunisi. Qui visse inizialmente con la sua prima moglie Janina. Questa villa sul mare si trova tra il porto di La Goulette e Cartagine; vicino a dove ora sorge una moderna stazione ferroviaria chiamata "Khéreddine" (dal nome del Barbarossa o di al-Tunisi). Sembra che avesse anche una "grande residenza" nella medina di Tunisi, nel quartiere Place du Tribunal, e una terza altrove.
Un diplomatico europeo contemporaneo che "ha lavorato con lui da vicino e in termini amichevoli" descrive Hayreddin durante gli anni in cui ha servito come capo ministro del bey:
"Era un uomo robusto e corpulento, con un volto alquanto pesante, che a volte era illuminato da un'espressione molto intelligente. Le sue maniere erano considerate altezzose e prepotenti, e... si aggiunse presto all'impopolarità a cui la sua estrazione straniera e il suo modo di introdursi nelle alte cariche lo avrebbero in ogni caso esposto. ... Era difficile dire la sua età, dato che si tingeva i capelli e la barba di un duro e profondo colore nero... ."
Dopo che Hayreddin perse la sua posizione di governo a Tunisi nel 1877, il sultano ottomano gli offrì infine una posizione di governo a Istanbul. Cercò allora di vendere le sue proprietà immobiliari piuttosto grandi ("tre palazzi a Tunisi e nei suoi sobborghi, uliveti, e una vasta tenuta chiamata Enfida composta da 100000 ettari"). Temendo un sequestro politico da parte dei suoi nemici che ora gestiscono il governo di Tunisi, vendette la sua proprietà Enfida alla Société Marseillaise nel luglio 1880. Tuttavia, un lotto adiacente fu rapidamente acquistato da un agente apparentemente sconosciuto, che poi rivendicò il diritto di prelazione sull'acquisto del terreno dell'Enfida, negandolo alla società francese che lo aveva già pagato. Il regime del bey evidentemente appoggiò la richiesta di prelazione; il conflitto divenne noto come "l'affare Enfida". Per ironia della sorte, questa malizia stimolò l'invasione francese dell'aprile 1881.
Nel 1878, mentre prestava servizio nell'impero ottomano, ricevette dal sultano una villa a Istanbul. Hayreddin morì nel 1890, circondato dalla sua famiglia nel loro konuk [villa] situato a Kuruçeşme vicino al Bosforo. Il suo quarto figlio maggiore generale Damat Mehmed Salih Pascià (c. 1876 - ucciso a Istanbul, 24 giugno 1913) da sua moglie, Kamar Hanım, sposato al Palazzo Dolmabahçe, Istanbul, 29 luglio 1907 con l'unica figlia di Şehzade Ahmed Kemaleddin, Münire Sultan (Palazzo Dolmabahçe, Istanbul, 13 novembre 1880 - Nizza, Francia, 7 ottobre 1939, e lì sepolto), e ottenne Sultanzade Ahmed Kemaledin Keredin (18 giugno 1909 - 1987), sposato e lasciato discendenza.

## Costituzione e Gran Consiglio
La costituzione riformista promulgata nel 1861 stabilì nuove istituzioni di governo, in particolare un organo consultivo e legislativo chiamato Majlis al-Akbar o Gran Consiglio. Il primo a servire come presidente fu Hayreddin, nominato dal bey. Tuttavia la forte opposizione e gli intrighi di fazione della leadership esistente, in gran parte diretta dal Gran Visir di lunga data, Mustapha Khaznadar, si svilupparono rapidamente, rendendo la situazione impraticabile per il prevalere di un'agenda riformista. Mustapha era anche il padre di Janina e il nuovo suocero di Hayreddin. Invece di accomodare il potere, tuttavia, Hayreddin lasciò volontariamente la carica nel 1862.

## Il suo libro: Il sentiero più sicuro
Durante il suo esilio volontario in Europa, acquisì il francese. Lì osservò in prima persona lo stile e il modo di fare politica dell'Occidente innovatore. Il suo libro del 1867 Aqwam al-Masālik fī Ma'rifat Aḥwāl al-Mamālik [La via più sicura alla conoscenza della condizione dei paesi] fa un confronto tra gli stati europei e quelli musulmani. In esso propone strategie di governo e confronta i sistemi politici europei. Inoltre ha articolato un percorso da seguire per raggiungere le riforme necessarie.
Consiglia un corso moderato, adottando programmi e tecniche occidentali selettive pur mantenendo le tradizioni tunisine. Si appella direttamente ai chierici musulmani, gli ulama, e sottolinea che la classe dirigente elitaria dovrebbe servire come amministratori del benessere del popolo.

## Commissione finanziaria internazionale
Nel 1869 divenne il primo presidente della Commissione finanziaria internazionale in Tunisia, creata per gestire le entrate e le spese del governo.

## Il suo visirato riformatore a Tunisi

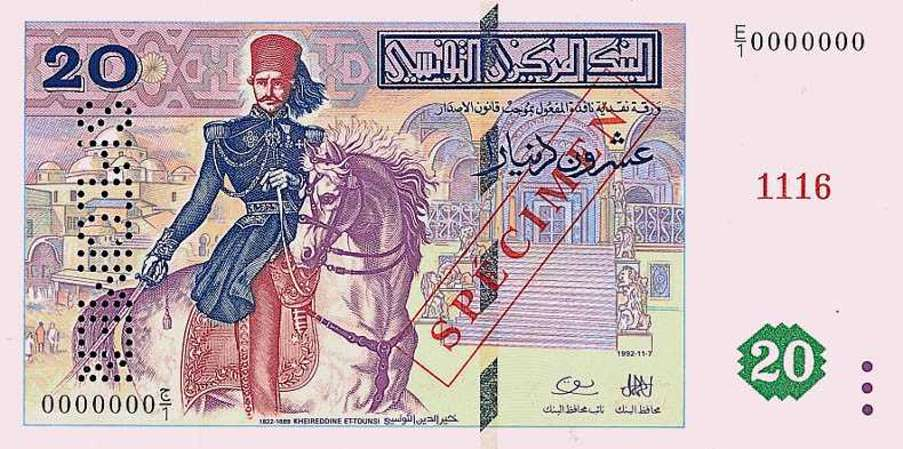
Kheireddine Ettounsi sulla banconota da 20 dinari tunisini (1992)

Più tardi Hayreddin guidò il governo tunisino come capo ministro (1873-1877). I suoi ultimi anni furono trascorsi al servizio ottomano, dove fu brevemente gran visir del sultano (1878-1879).
Mentre era primo ministro sotto Sadok Bey, Hayreddin istituì il Consiglio Habus nel 1874 per migliorare l'utilità delle vaste terre date ai trust religiosi. Furono apportate modifiche legali alla legge del qanun esistente in modo che potesse incoraggiare meglio gli scambi e il commercio; il risultato fu poi chiamato "le code Khaïreddine" che riguardava i contratti e le obbligazioni. Riforme amministrative delle istituzioni governative furono fatte alla Giustizia e alle Finanze. Negli affari esteri, favorì legami più stretti con l'Impero Ottomano, con l'errata opinione che ciò avrebbe impedito l'interferenza europea. Hayreddin fece anche progredire il programma di studi modernizzato alla Moschea al-Zaytuna. In seguito lavorò per fondare il Collège Sadiki, un liceo dedicato all'insegnamento di materie moderne alla prossima generazione di leader tunisini.
Una recente valutazione del visirato di Hayreddin, alla luce dei progressi compiuti in Tunisia nel corso di più di un secolo, fa diverse osservazioni. La prima riguarda il suo coordinamento con gli ulama tunisini per fare le riforme del governo; la seconda la sua familiarità con le istituzioni politiche europee:
"La riforma della politica richiede un rinnovamento nelle questioni religiose, compresa l'interpretazione razionale delle scritture divine e la conoscenza da parte dei dotti studiosi dell'Islam delle questioni e degli eventi mondani, in modo che essi siano in grado di rendere la comprensione contestuale dei testi sacri. Khayr al-Din fa questa mossa audace nella ricerca di una riforma che emula l'Europa. La successiva sinergia tra i luminari all'interno, da un lato, dell'apparato statale e, dall'altro, dell'università della Moschea al-Zaytuna ha tracciato un itinerario riformista che ispira ancora indelebilmente l'ingegneria dei programmi di rinnovamento nella Tunisia di oggi."
"La seconda idiosincrasia è il tentativo di armonizzare il mondano e il sacro, la conoscenza religiosa 'orientale' con il genio politico 'occidentale'. Il pensiero politico del Gran Visir del Beycato di Tunisia, Khayr al-Din al Tunsi, è paradigmatico di questa armonizzazione."

## Gran Visir dell'Impero ottomano
Nel 1878 Hayreddin fu invitato dal sultano ottomano a trasferirsi a Istanbul per servire il governo. Inizialmente lavorò nella Commissione di riforma finanziaria durante il 1878, essendo incaricato di modernizzare il processo fiscale e di bilancio dell'impero. Ottenendo la fiducia del sultano, fu presto nominato Gran Visir dell'Impero Ottomano per un breve periodo, dal 4 dicembre 1878 al 29 luglio 1879. Rapidamente divenne risentito come un estraneo dalla classe politica imperiale.
"Heyreddin Pascià di Tunisia" era un "parlante disadattato della lingua [turca]" che "arrivò alla posizione di gran visir nel 1878. Anche se aveva una discreta padronanza dell'arabo scritto e del francese, i suoi sottoposti non potevano resistere a prendere in giro il suo turco ottomano."
Per portare avanti le sue politiche di riforma, Hayreddin arruolò il sostegno straniero per triangolare la sua posizione politica e ottenere una certa indipendenza d'azione. Ciononostante riuscì a realizzare poco; inoltre, questa strategia lo portò all'alienazione del sultano e al suo licenziamento piuttosto rapido. Nel 1882 rifiutò l'offerta di un secondo mandato come Gran Visir.

## Memorie e ultimi scritti
Dalle lettere di Hayreddin "sembra che nel 1878 avrebbe preferito tornare a casa a Tunisi". L'invasione francese del 1881 e il loro successivo protettorato in Tunisia misero fine a tali speranze. Nella spaziosa dimora di Istanbul regalatagli dal sultano, Hayreddin rimase in pensione durante il suo ultimo decennio, ma la sua artrite reumatoide gli rese la vita difficile e il suo esilio gli procurò qualche amarezza. Ciononostante, qui compose diverse opere scritte.
Dettò le sue memorie in francese a diverse segretarie esperte della lingua, indicando che il mondo francofono era un pubblico importante, sia in Africa che in Europa o in Medio Oriente. Ha intitolato le sue memorie A mes enfants: ma vie privee et politique [Ai miei figli: la mia vita privata e politica]. In queste memorie e in diversi altri scritti, difese con decisione le sue riforme mentre era Gran Visir del Beylicato di Tunisia.
Una lettura ravvicinata di Khayr al-Din, specialmente le sue memorie e i suoi scritti successivi (forse scritti francamente, senza secondi fini), lo mostra favorevole al governo tradizionale come gli ottomani, opina il Prof. Brown:
Khair al-Din "era sempre ben all'interno della corrente principale del pensiero politico islamico medievale, con la sua enfasi sulla gestione, cioè una rigida separazione tra i governanti e i governati, le cui relazioni reciproche erano guidate dal parallelo del pastore e del suo gregge... . Era la gestione - un senso di nobiltà d'animo - più che la passione per la democrazia rappresentativa a guidare Khayr al-Din. Dove aveva mano libera, Khayr al-Din aveva scelto quasi tutti i suoi ministri dalla classe dei mamelucchi."
Il Prof. Brown cita poi a lungo, dalle memorie di Khayr al-Din, un passaggio che descrive la corruzione preesistente del governo Beyical come la fonte del problema durante i suoi anni da Gran Visir. Come soluzione riformista, Khayr al-Din cercò di "creare un nuovo sistema amministrativo, basato sulla giustizia e l'equità, per distruggere gli abusi e le azioni arbitrarie" e ripristinare "il governo nel suo sacro ruolo di protettore del popolo" e così "condurre il paese sulla strada della prosperità.",
Un ritratto più lungimirante di Hayreddin è reso dalla professoressa Clancy-Smith, anche se il suo ritratto contrario non sembra contraddire completamente le conclusioni del professor Brown. Qui, celebra il "cosmopolitismo di Tunisi, che non era tanto un'identità quanto un modo di esistenza sociale".
"Assecondando al meglio la tradizione mamelucca, Khayr al-Din diede incrollabile lealtà agli Husaynidi [i Bey di Tunisi] e ai sultani [dell'Impero Ottomano] - finché le loro politiche non violarono la sua nozione di governo giusto, informata dalla sua esperienza di vita, dai precetti morali islamici e dai principi politici europei scelti. ... Come primo ministro, tuttavia, smantellò ulteriormente il sistema dei mamlucchi... . ... Come intellettuale di frontiera, operava in molteplici punti di intersezione: tra il Maghreb e l'Impero ottomano; l'Europa e il Nord Africa; il corridoio del Mediterraneo centrale e il mare in generale; l'universo del filosofo-educatore e dello statista. [Il suo libro] potrebbe essere rifuso come un'espressione moderna della rihla [viaggio o pellegrinaggio] attraverso la quale Khayr al-Din cercò di legittimare un sapere lontano o straniero."
Durante i suoi ultimi anni, Hayreddin si dedicò anche a scrivere memorandum sulla riforma del regime ottomano indirizzati al sultano Abdul Hamit II, poco ricettivo. In questi Hayreddin affrontò molti argomenti, ad esempio il servizio civile (istruzione e retribuzione), il potere legislativo (metodo di elezione e limiti al suo campo d'azione), e come ritenere gli alti funzionari responsabili delle loro azioni. Molte delle sue proposte furono riprese in seguito da altri che perseguivano la riforma.

## Famiglia
Si sposò quattro volte: 
- Nel 1862 sposò sua nipote Janina Hanım, figlia di sua sorella e del Gran Visir di Tunisi Mustapha Khaznadar. Ebbero due figli e una figlia. Janina e uno dei suoi figli morirono nel 1870.
- Nel 1871 sposò due sorelle, che gli diedero entrambe un figlio nel 1872. Divorziò da loro nel 1873.
- Nel 1873 sposò Kamer Hanım, da cui ebbe due figli e una figlia. Uno dei figli era Mehmed Salih Pasha, che sposò Münire Sultan, nipote del sultano Abdulmecid I.